# Capela do Espírito Santo (Roliça)

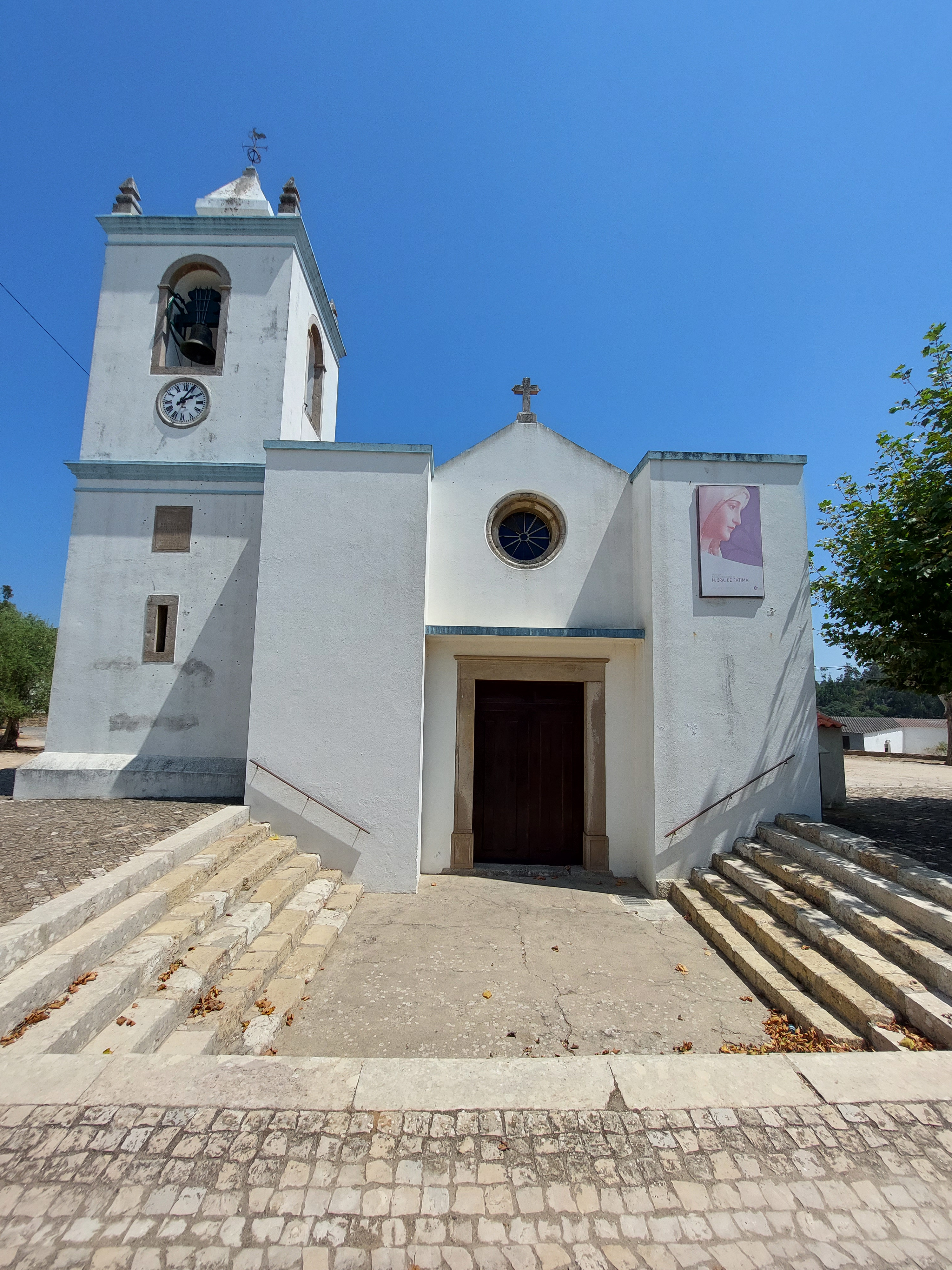
Igreja Paroquial de Roliça, no interior da qual se encontra a Capela do Espírito Santo

A Capela do Espírito Santo, também conhecida como Capela dos Gorjões, é uma das capelas integrantes da Igreja Paroquial da Roliça, ou Igreja de Nossa Senhora da Purificação, localizada na Roliça, no Município do Bombarral.
Capela privativa da Família Gorjão Henriques, foi mandada erigir por Francisco Gorjão, tendo sido construída por Pedro Fraonçes na década de 1560.